# 三四事變
三四事變，又稱三四事件或屏東三四事件，是一起發生在屏東的衝突事件。該事件是二二八事件的構成事件之一。

## 經過

### 背景與準備
1947年3月2日，二二八事件在臺北爆發的消息傳至屏東地區；在公開場合，部分臺灣籍人士與外省籍人士（以下略稱「外省人」）處於一觸即發的緊張狀態。隨後，屏東市參議會副議長葉秋木決定召集群眾，響應臺北市的二二八事件處理委員會；但是，議長張吉甫則主張以和平手段解決。同時，屏東市市長龔履端等人召開緊急會議商討對策。

### 爆發與談判
4日，屏東車站等地自清晨開始即發生外省人遭毆打事件；不久，大批群眾集結在郵電局前企圖暴動。當日9時，當地的二二八事件處理委員會（以下略稱「處委會」）召開會議；會中，有人提議接收當地警察局的武器，委員會最終決議「由各機關選出代表接洽移交管理」。會議結束後，市參議員顏石吉等11人前往會見市長，以交涉解決武裝相關事宜，但為其所拒；隨後，顏石吉等人又要求市長勸告憲兵隊及駐軍解除武裝，但遭市長以無權答應為由拒絕。此時，群眾已開始集結於市政府辦公廳舍外，屏東市警察局局長為避免衝突擴大而撤除市政府與警察局周圍的崗哨。12時半，部分群眾衝入市政府廳舍準備挾持市長，但市長在警察局長護送下離開當地，並轉往憲兵隊所在地；隨後，市長向臺灣省行政長官陳儀發送電報報告事情經過，並請示處理方針。
同時，參議會秘書簡清榆組織治安糾察隊，以監視葉秋木等人的行動，並抑制群眾的衝動，又親自遊走勸導群眾以和平手段解決爭端。
當日20時，葉秋木與簡清榆等人至憲兵隊處會見市長，並互相提出談判條件，最後達成憲兵不開槍、收繳民間武器及和平解決等原則；此外，因市長要求對方派駐人員於憲兵隊以便利聯絡，葉秋木最終留在當地。

### 衝突與調停
5日，憲兵隊所在地的警戒線外集結多位群眾，且其中部分成員持有槍械。9時，群眾開始攻擊憲兵隊；15分鐘後，警察陳澤春在戰鬥中身亡。11時，處委會代表顏石吉等再度會見市長，表達希望市長比照臺南當局解決之意，但仍遭拒絕。不久，群眾前往臺灣省立屏東農業職業學校取得槍械，更有原住民數百人即將自山區前往當地。20時，在避免憲兵隊因兵力不足遭攻陷考慮下，市長撤往地點遠離市區的飛機場。
6日，市長認為市區治安已有改善，簡清榆也認為緊張情勢已過，因而決定著手處理剩下事務。下午，「二二八事件處理委員會屏東分會」正式成立；在成立大會中，其成員通過了13項要求，其層面包含政治、軍事、經濟等。同時，為了解市區情況，市長委請民政科長魏耀沌與葉秋木等前往飛機場之外探查。
7日，葉秋木被派往青年行動隊與學生隊等組織所在地調停；相關事宜暫獲解決後，青年團籌備主任黃聯登於當晚打電話給市長，表示準備於隔日前往迎接市長返回市政府。

### 處理與恢復
8日，議長張吉甫、臺灣省參議員陳文石前往飛機場會見市長；隨後，市長以未獲長官命令為由，決定不離開當地，但仍委派主任秘書等前往市政府，以使群眾了解有關當局的處理態度。張吉甫等離開後，國民革命軍第二十一師獨立團第三營營長劉和嘯率軍抵達飛機場，並出示長官電報命令，表示將以和平手段解決，同時肅清叛亂分子。12時半，處委會部分人員抵達飛機場，市長命令15時前必須將所有武器予以收繳。15時，劉和嘯率軍進入市區，除擄獲7人外，並未遭遇反抗，又至中央旅社釋放遭拘禁的外省籍人士25名。
9日，市長自飛機場返回市府，各政府機關恢復辦公。隨後，憲兵隊開始拘捕人犯，葉秋木等遭逮捕。
12日，葉秋木在遊街示眾後遭公開槍決；市長要求簡清瑜、孔德興、陳明和、陳文石等在議會協助恢復秩序。同日，有關當局依「屏東市軍政憲警及各級戶政人員聯合清查戶口應行注意事項」，以「區」為單位進行戶口清查工作，藉以「肅清不良分子、清查不法物品」及調查日本時期的活躍分子，又進行「七戶連保」的任務執行。
15日，有關當局宣告屏東市七區清查任務完成。